# Joseph Albert Walker
Joseph Albert Walker, detto Joe (Washington, 20 febbraio 1921 – Barstow, 8 giugno 1966), è stato un aviatore e astronauta statunitense.

## Biografia
È stato un noto pilota collaudatore della NACA e della NASA quando questa subentrò alla prima e come tale fu uno dei principali piloti del Bell X-1E e del North American X-15, aerorazzi sperimentali. Nel 1963, nel corso del Volo 90 e del Volo 91 dell'X-15, Walker raggiunse l'altezza rispettivamente di 105,9 km e 107,8 km. Avendo superato l'altezza dei confini dello spazio (100 km) fissata dalla Fédération aéronautique internationale, Walker è considerato come uno dei primi astronauti della storia e, di conseguenza, è stato anche il primo astronauta ad essere andato due volte nello spazio. Walker rimase ucciso quando il suo Lockheed F-104 Starfighter entrò in collisione con il prototipo del North American XB-70 Valkyrie durante un volo in formazione.